# Stanwellia tuna
Stanwellia tuna is een spinnensoort in de taxonomische indeling van de bruine klapdeurspinnen (Nemesiidae).
Stanwellia tuna werd in 1968 beschreven door Forster.